# Kenji Ogiwara
Kenji Ogiwara (jap. 荻原 健司 Ogiwara Kenji; ur. 20 grudnia 1969 w Kusatsu) – japoński kombinator norweski, dwukrotny złoty medalista olimpijski, pięciokrotny medalista mistrzostw świata oraz trzykrotny zdobywca Pucharu Świata.

## Kariera
W Pucharze Świata Kenji Ogiwara zadebiutował 18 marca 1989 roku w Lake Placid, gdzie zajął 28. miejsce w zawodach metodą Gundersena. W sezonie 1988/1989 wystąpił jeszcze jeden raz, zajmując 17. miejsce w kanadyjskim Thunder Bay. Wobec braku zdobytych punktów (w sezonach 1993/1994-2001/2002 obowiązywała inna punktacja Pucharu Świata) nie został uwzględniony w klasyfikacji generalnej. Pierwsze pucharowe punkty zdobył ponad dwa lata po swoim debiucie - 23 marca 1991 roku w Sankt Moritz, gdzie był dziesiąty w Gundersenie. W sezonie 1990/1991 startował jeszcze dwukrotnie, ale punktów już nie zdobył i w klasyfikacji generalnej zajął ostatecznie 27. miejsce.
Pierwszy sukces w swojej karierze Japończyk osiągnął już w sezonie 1991/1992. Wystąpił wtedy na igrzyskach olimpijskich w Albertville, rozgrywanych w lutym 1992 roku. W zawodach indywidualnych po skokach plasował się na szóstym miejscu i przed biegiem tracił do lidera - Klausa Ofnera z Austrii blisko półtorej minuty. Na metę biegu przybiegł jednak jako siódmy. W zawodach drużynowych wspólnie z Reiichim Mikatą i Takanorim Kōno sięgnął po złoty medal. Japończycy byli zdecydowanie najlepsi na skoczni, wyprzedzając drugich po skokach Austriaków o 29.5 pkt, co przełożyło się na blisko dwie i pół minuty przewagi. Na trasie biegu Japończycy nie należeli do najszybszych, jednak przewaga wywalczona w skokach wystarczyła, by z bezpieczną przewagą dobiec do mety na pierwszym miejscu. Drugie miejsce zajęli ostatecznie Norwegowie, który stracili 1:26 min, a Austriacy, którzy zdobyli brązowy medal stracili 1:40 min. Był to pierwszy złoty medal olimpijski wywalczony przez reprezentantów Japonii w kombinacji norweskiej. W rywalizacji pucharowej Kenji pojawił się tylko cztery razy, jednak 11 stycznia 1992 roku w Breitenwang zajął czwarte miejsce w Gundersenie. W klasyfikacji generalnej uplasował się na 22. pozycji.
Przełom w karierze Japończyka nastąpił w sezonie 1992/1993. Z ośmiu pucharowych zawodów Ogiwara wygrał aż sześć, a w pozostałych dwóch zajął drugie i trzecie miejsce. Został tym samym pierwszym Japończykiem, który zdobył Puchar Świata i drugim zawodnikiem w historii, który zwyciężył w klasyfikacji generalnej stając w każdym z konkursów na podium. Pierwszym, który tego dokonał był reprezentujący RFN Hermann Weinbuch w sezonie 1985/1986. W klasyfikacji generalnej Ogiwara wyraźnie zwyciężył, wyprzedzając bezpośrednio Freda Børre Lundberga z Norwegii oraz swego rodaka Takanoriego Kōno. W lutym 1993 roku wystartował na mistrzostwach świata w Falun, gdzie zdobył złote medale zarówno indywidualnie jak i w sztafecie. Podobnie jak w Albertville Japończycy zapewnili sobie drużynowe zwycięstwo już na skoczni. Indywidualnie Kenji wygrał konkurs skoków i prowadzenia nie oddał aż do mety.
Najważniejszym punktem sezonu 1993/1994 były igrzyska olimpijskie w Lillehammer. W konkursie indywidualnym Ogiwara był szósty w konkursie skoków i do biegu przystąpił ze stratą 1:46 min do prowadzącego Lundberga. Na trasie biegu zdołał awansować na czwartą pozycję, przegrywając walkę o brązowy medal z Norwegiem Bjarte Engenem Vikiem o ponad 50 sekund. W zawodach drużynowych walka o złoto zakończyła się już na skoczni – Ogiwara, Masashi Abe i Kōno wyprzedzili Norwegów o ponad 60 punktów, co dało im przewagę ponad pięciu minut przed biegiem. Na trasie biegu Norwegowie odrobili zaledwie 18 sekund i tym samym Japończycy obronili tytuł zdobyty w Albertville dwa lata wcześniej. Trzecie miejsce przypadło Szwajcarom. W Pucharze Świata Kenji ponownie okazał się najlepszy. Wygrał sześć z dziewięciu konkursów i tylko raz nie stanął na podium – 15 stycznia 1994 roku w Oslo był szósty. W klasyfikacji generalnej wyprzedził Kōno o 234 punkty i o 295 punktów Lundberga.
Zwycięską passę kontynuował w sezonie 1994/1995. W zawodach pucharowych wygrał sześć z dziesięciu konkursów, ponadto dwa razy zajmując drugie miejsce i raz trzecie. Jego najsłabszym wynikiem było piąte miejsce w pierwszym konkursie cyklu – 29 listopada 1994 roku w Steamboat Springs. Wygrał między innymi zawody w Holmenkollen za co został nagrodzony medalem Holmenkollen. Jest pierwszym zawodnikiem spoza Europy i jednocześnie pierwszym Azjatą, który otrzymał to wyróżnienie. W klasyfikacji generalnej wyprzedził o ponad 300 punktów dwóch Norwegów: Bjarte Engena Vika i Knuta Tore Apelanda. Na przełomie lutego i marca 1995 roku brał udział w mistrzostwach świata w Thunder Bay. W konkursie indywidualnym nie zdobył medalu, na mecie biegu stawił się jako piąty, tracąc do brązowego medalisty Sylvaina Guillaume’a z Francji 27,2 sekundy. W sztafecie ponownie wywalczył złoty medal. Tym razem obok niego w drużynie japońskiej wystąpili: jego brat bliźniak Tsugiharu Ogiwara, Masashi Abe i Takanori Kōno. Po raz kolejny reprezentanci Japonii byli najlepsi w skokach, co dało im dużą przewagę przed biegiem. Na mecie wyprzedzili Norwegów o blisko dwie minuty, a trzecich Szwajcarów o ponad pięć.
Sezon 1995/1996 ukończył na drugiej pozycji w klasyfikacji generalnej. Siedmiokrotnie stawał na podium, w tym 13 stycznia w Štrbskim Plesie i 10 lutego 1996 roku w Chaux-Neuve zwyciężał. Ostatecznie jednak lepszy okazał się Apeland, który zgromadził 200 punktów więcej. Zwycięstwo w Chaux-Neuve było ostatnim pucharowym triumfem Ogiwary w zawodach pucharowych. W Kolejnym sezonie ośmiokrotnie plasował się czołowej dziesiątce zawodów, jednak na podium stanął tylko raz - 22 marca 1997 roku w Štrbskim Plesie był drugi w Gundersenie. W klasyfikacji generalnej pozwoliło mu to zająć szóstą pozycję. W lutym 1997 roku wystąpił na mistrzostwach świata w Trondheim, gdzie w zawodach indywidualnych wywalczył złoty medal. Po skokach zajmował dopiero dwunaste miejsce, jednak dobra postawa na trasie biegu pozwoliła mu wyprzedzić wszystkich rywali. Na tych samych mistrzostwach wspólnie z kolegami zajął dopiero dziewiąte miejsce w sztafecie. Były to pierwsze mistrzostwa świata od 1989 roku, na których sztafeta Japonii nie zdobyła medalu.
Z igrzysk olimpijskich w Nagano w 1998 roku nie przywiózł medalu. Najbliżej trofeum był w konkursie indywidualnym, w którym awansował z dziewiątego miejsca po skokach na czwarte na mecie biegu. Mimo to do brązowego medalisty, Walerija Stolarowa z Rosji stracił ponad 50 sekund. W zawodach drużynowych Japończycy zajmowali po skokach piąte miejsce i do biegu przystąpili ze stratą 21 sekund. Na trasie biegu nie zdołali awansować, kończąc bieg na piątej pozycji ze stratą ponad dwóch minut. Podczas ceremonii otwarcia tych igrzysk Kenji złożył ślubowanie olimpijskie. W rywalizacji pucharowej sezonu 1997/1998 czterokrotnie znalazł się w czołowej dziesiątce, ale na podium nie stanął ani razu. W klasyfikacji generalnej zajął 13. miejsce.
Ostatni medal zdobył podczas mistrzostw świata w Ramsau w 1999 roku. W sprincie stanął na trzecim stopniu podium po tym, jak awansował w biegu z 17. pozycji, którą zajmował po skokach. Wyprzedzili go tylko Bjarte Engen Vik oraz Austriak Mario Stecher, do którego Japończyk stracił zaledwie 0,8 sekundy. Na tych samych mistrzostwach Ogiwara był szósty w Gundersenie oraz piąty w sztafecie. W Pucharze Świata dwukrotnie stanął na podium: 11 marca w Falun i 12 marca 1999 roku w Oslo był odpowiednio drugi i trzeci w Gundersenie. Sezon 1998/1999 zakończył na siódmym miejscu.
Jedenaście razy plasował się w pierwszej dziesiątce zawodów pucharowych sezonu 1999/2000, w tym trzykrotnie stanął na podium. Pierwsze podium wywalczył 12 stycznia 2000 roku w Predazzo zajmując drugie miejsce, a następne 23 stycznia w Libercu i 18 marca 2000 roku w Sankt Moritz, odpowiednio zajmując trzecie i drugie miejsce. Drugie miejsce w Sankt Moritz było ostatnim podium Ogiwary w Pucharze Świata. W klasyfikacji generalnej zajął szóstą pozycję. Japończyk startował w zawodach do zakończenia sezonu 2001/2002, ale osiągał coraz słabsze wyniki. W tym czasie wystąpił jeszcze na mistrzostwach świata w Lahti w 2001 roku, gdzie był piąty w sztafecie i sprincie oraz siódmy w Gundersenie. Rok później wziął także udział w igrzyskach olimpijskich w Salt Lake City, jednak indywidualnie plasował się poza czołową dziesiątką, a w sztafecie wraz z kolegami był ósmy. Ostatni oficjalny występ zanotował 16 marca 2002 roku w Oslo, gdzie zajął 41. miejsce w sprincie.
Po zakończeniu kariery sportowej w 2002 roku Kenji Ogiwara zajął się polityką. Został między innymi wybrany do Izby Radców z ramienia Partii Liberalno-Demokratycznej. Ogiwara jest także działaczem sportowym, pracował między innymi w Japońskim Komitecie Olimpijskim i Japońskim Związku Narciarskim.

## Osiągnięcia

### Igrzyska Olimpijskie
| Miejsce | Dzień     | Rok  | Miejscowość    | Konkurencja             | Wynik zwycięzcy | Strata  | Zwycięzca           |
| ------- | --------- | ---- | -------------- | ----------------------- | --------------- | ------- | ------------------- |
| 7.      | 12 lutego | 1992 | Albertville    | Gundersen K-90/15 km    | 44:28,1         | +1:57,4 | Fabrice Guy         |
| 1.      | 24 lutego | 1992 | Albertville    | Sztafeta K-90/3 × 10 km | 1:23:36,6       | -       | -                   |
| 4.      | 19 lutego | 1994 | Lillehammer    | Gundersen K-90/15 km    | 39:07,9         | +2:08,8 | Fred Børre Lundberg |
| 1.      | 24 lutego | 1994 | Lillehammer    | Sztafeta K-90/3 × 10 km | 1:22:51,8       | -       | -                   |
| 4.      | 14 lutego | 1998 | Nagano         | Gundersen K-90/15 km    | 41:21,1         | +1:21,1 | Bjarte Engen Vik    |
| 5.      | 20 lutego | 1998 | Nagano         | Sztafeta K-90/4 × 5 km  | 54:11,5         | +2:07,3 | Norwegia            |
| 11.     | 9 lutego  | 2002 | Salt Lake City | Gundersen K-90/15 km    | 39:11,7         | +2:33,9 | Samppa Lajunen      |
| 8.      | 17 lutego | 2002 | Salt Lake City | Sztafeta K-90/4 × 5 km  | 48:42,2         | +3:44,3 | Finlandia           |
| 33.     | 21 lutego | 2002 | Salt Lake City | Sprint K-120/7,5 km     | 16:40,1         | +1:59,0 | Samppa Lajunen      |

### Mistrzostwa świata
| Miejsce | Dzień     | Rok  | Miejscowość | Konkurencja             | Wynik zwycięzcy | Strata  | Zwycięzca           |
| ------- | --------- | ---- | ----------- | ----------------------- | --------------- | ------- | ------------------- |
| 1.      | 18 lutego | 1993 | Falun       | Gundersen K-90/15 km    | 46:47,5         | -       | -                   |
| 1.      | 19 lutego | 1993 | Falun       | Sztafeta K-90/3 × 10 km | 1:19:25,7       | -       | -                   |
| 5.      | 22 lutego | 1995 | Thunder Bay | Gundersen K-90/15 km    | 41:16,9         | +1:06,9 | Fred Børre Lundberg |
| 1.      | 10 marca  | 1995 | Thunder Bay | Sztafeta K-90/4 × 5 km  | 56:20,2         | -       | -                   |
| 1.      | 22 lutego | 1997 | Trondheim   | Gundersen K-90/15 km    | 43:43,1         | -       | -                   |
| 9.      | 23 lutego | 1997 | Trondheim   | Sztafeta K-90/4 × 5 km  | 52:18,0         | +4:41,3 | Norwegia            |
| 6.      | 20 lutego | 1999 | Ramsau      | Gundersen K-90/15 km    | 37:04,8         | +2:35,0 | Bjarte Engen Vik    |
| 5.      | 25 lutego | 1999 | Ramsau      | Sztafeta K-90/4 × 5 km  | 49:34,2         | +2:30,5 | Finlandia           |
| 3.      | 27 lutego | 1999 | Ramsau      | Sprint K-90/7,5 km      | 17:48,4         | +31,0   | Bjarte Engen Vik    |
| 7.      | 15 lutego | 2001 | Lahti       | Gundersen K-90/15 km    | 39:26,7         | +2:35,8 | Bjarte Engen Vik    |
| 5.      | 20 lutego | 2001 | Lahti       | Sztafeta K-90/4 × 5 km  | 48:54,1         | +1:04,8 | Norwegia            |
| 5.      | 24 lutego | 2001 | Lahti       | Sprint K-116/7,5 km     | 19:40,3         | +42,6   | Marko Baacke        |

### Puchar Świata

#### Miejsca w klasyfikacji generalnej
- sezon 1990/1991: 27.
- sezon 1991/1992: 22.
- sezon 1992/1993: 1.
- sezon 1993/1994: 1.
- sezon 1994/1995: 1.
- sezon 1995/1996: 2.
- sezon 1996/1997: 6.
- sezon 1997/1998: 13.
- sezon 1998/1999: 7.
- sezon 1999/2000: 6.
- sezon 2000/2001: 15.
- sezon 2001/2002: 26.

#### Miejsca na podium chronologicznie
| Nr  | Data             | Miejscowość         | Konkurencja          | Wynik zwycięzcy | Pozycja | Strata  | Zwycięzca           |
| --- | ---------------- | ------------------- | -------------------- | --------------- | ------- | ------- | ------------------- |
| 1.  | 5 grudnia 1992   | Vuokatti            | Gundersen K90/15 km  | ?               | 1.      | -       | -                   |
| 2.  | 12 grudnia 1992  | Courchevel          | Gundersen K120/15 km | ?               | 1.      | -       | -                   |
| 3.  | 19 grudnia 1992  | Sankt Moritz        | Gundersen K90/15 km  | ?               | 1.      | -       | -                   |
| 4.  | 8 stycznia 1993  | Schonach            | Gundersen K90/15 km  | ?               | 3.      | +1.0 s  | Fred Børre Lundberg |
| 5.  | 23 stycznia 1993 | Saalfelden          | Gundersen K90/15 km  | ?               | 1.      | -       | -                   |
| 6.  | 5 marca 1993     | Lahti               | Gundersen K90/15 km  | ?               | 1.      | -       | -                   |
| 7.  | 12 marca 1993    | Oslo                | Gundersen K115/15 km | ?               | 2.      | +0.1 s  | Takanori Kōno       |
| 8.  | 20 marca 1993    | Szczyrbskie Jezioro | Gundersen K90/15 km  | ?               | 1.      | -       | -                   |
| 9.  | 4 grudnia 1993   | Saalfelden          | Gundersen K90/15 km  | ?               | 1.      | -       | -                   |
| 10. | 11 grudnia 1993  | Sankt Moritz        | Gundersen K90/15 km  | ?               | 1.      | -       | -                   |
| 11. | 15 grudnia 1993  | Sankt Moritz        | Gundersen K90/15 km  | ?               | 1.      | -       | -                   |
| 12. | 8 stycznia 1994  | Schonach            | Gundersen K90/15 km  | ?               | 1.      | -       | -                   |
| 13. | 22 stycznia 1994 | Trondheim           | Gundersen K90/15 km  | ?               | 1.      | -       | -                   |
| 14. | 4 marca 1994     | Vuokatti            | Gundersen K90/15 km  | ?               | 3.      | +42.9 s | Fred Børre Lundberg |
| 15. | 12 marca 1994    | Sapporo             | Gundersen K90/15 km  | ?               | 2.      | +10.1 s | Fred Børre Lundberg |
| 16. | 19 marca 1994    | Thunder Bay         | Gundersen K90/15 km  | ?               | 2.      | +1.5 s  | Hippolyt Kempf      |
| 17. | 10 grudnia 1994  | Szczyrbskie Jezioro | Gundersen K88/15 km  | ?               | 2.      | +12.6 s | Fred Børre Lundberg |
| 18. | 7 stycznia 1995  | Schonach            | Gundersen K90/15 km  | ?               | 2.      | +4.3 s  | Fred Børre Lundberg |
| 19. | 10 stycznia 1995 | Predazzo            | Gundersen K120/15 km | 42:03.5 min     | 1.      | -       | -                   |
| 20. | 14 stycznia 1995 | Liberec             | Gundersen K120/15 km | ?               | 1.      | -       | -                   |
| 21. | 28 stycznia 1995 | Vuokatti            | Gundersen K90/15 km  | ?               | 3.      | +4.2 s  | Knut Tore Apeland   |
| 22. | 3 lutego 1995    | Falun               | Gundersen K120/15 km | ?               | 1.      | -       | -                   |
| 23. | 9 lutego 1995    | Oslo                | Gundersen K115/15 km | 39:42.2 min     | 1.      | -       | -                   |
| 24. | 18 lutego 1995   | Bad Goisern         | Gundersen K90/15 km  | 40:32.5 min     | 1.      | -       | -                   |
| 25. | 25 marca 1995    | Sapporo             | Gundersen K120/15 km | 41:02.8 min     | 1.      | -       | -                   |
| 26. | 16 grudnia 1995  | Sankt Moritz        | Gundersen K90/15 km  | ?               | 2.      | +30.2 s | Knut Tore Apeland   |
| 27. | 6 stycznia 1996  | Schonach            | Gundersen K90/15 km  | ?               | 2.      | +5.7 s  | Fred Børre Lundberg |
| 28. | 13 stycznia 1996 | Szczyrbskie Jezioro | Gundersen K90/15 km  | ?               | 1.      | -       | -                   |
| 29. | 20 stycznia 1996 | Liberec             | Gundersen K90/15 km  | ?               | 2.      | +4.4 s  | Sylvain Guillaume   |
| 30. | 10 lutego 1996   | Chaux-Neuve         | Gundersen K90/15 km  | ?               | 1.      | -       | -                   |
| 31. | 23 lutego 1996   | Trondheim           | Gundersen K120/15 km | ?               | 3.      | +7.6 s  | Knut Tore Apeland   |
| 32. | 8 marca 1996     | Falun               | Gundersen K115/15 km | ?               | 2.      | +1.5 s  | Hannu Manninen      |
| 33. | 22 marca 1997    | Szczyrbskie Jezioro | Gundersen K115/15 km | ?               | 2.      | +30.3 s | Bjarte Engen Vik    |
| 34. | 11 marca 1999    | Falun               | Gundersen K115/15 km | ?               | 2.      | +0.5 s  | Ladislav Rygl       |
| 35. | 12 marca 1999    | Oslo                | Gundersen K115/15 km | ?               | 2.      | +14.6 s | Bjarte Engen Vik    |
| 36. | 12 stycznia 2000 | Val di Fiemme       | Gundersen K120/15 km | ?               | 2.      | +10.9 s | Samppa Lajunen      |
| 37. | 23 stycznia 2000 | Liberec             | Gundersen K120/15 km | ?               | 3.      | +11.0 s | Ladislav Rygl       |
| 38. | 17 marca 2000    | Sankt Moritz        | Gundersen K90/15 km  | ?               | 2.      | +34.3 s | Samppa Lajunen      |

### Letnie Grand Prix

#### Miejsca w klasyfikacji generalnej
- 2001: 22.

#### Miejsca na podium chronologicznie
Ogiwara nigdy nie stał na podium indywidualnych zawodów LGP.